# Sabon-Guida
Sabon-Guida este o comună rurală din departamentul Madaoua, regiunea Tahoua, Niger, cu o populație de 62.024 de locuitori (2001).